# BBS Kraftfahrzeugtechnik AG
A BBS Kraftfahrzeugtechnik AG (BBS Gépjárműtechnikai AG, vagy röviden BBS) egy Schiltach, Németország központú cég volt, mely nagy teljesítményű gépjárműkerék-tervezéssel és -gyártással foglalkozott. A cég sportcélokra, gyártói megrendelésre és végfelhasználásra is állított elő és forgalmazott termékeket. 
A cégnek mindegy 1200 dolgozója volt világszerte (2007). A frankfurti tőzsdén BKS3 kód alatt jegyezték.

## Története
A cég története 1970-ben kezdődött Schiltachban, ahol Heinrich Baumgartner és Klaus Brand műanyag autóalkatrész-gyárat alapítottak. A cég nevében szereplő BBS a két alapító és a város kezdőbetűiből eredt (Baumgartner, Brand, Schiltach).
2007-ben a BBS tönkrement és a belga Punch International vette meg.